# Gaston de Gironde
 (septembre 2013).
Gaston de Gironde (1873-1914) est un militaire français. Il est connu pour avoir effectué une charge de cavalerie le 9 septembre 1914 contre des avions allemands.

## Biographie
Né le 3 avril 1873 à Ferrensac (Lot-et-Garonne) dans une famille d'ancienne et haute noblesse, le comte Eugène Marie Laurent Gaston de Gironde est issu de l'École spéciale militaire de Saint-Cyr.

### La Guerre
À la mobilisation de 1914, le lieutenant Gaston de Gironde commande le 2e escadron du  16e Dragons de la  5e division de cavalerie du général de Cornullier-Lucinière. Il a pour adjoint les lieutenants Henri Calloc'h de Kérillis, de Villelume, Gaudin de Villaine et Georges Ronin. 
Le combat du 9 septembre 1914
Son escadron a reçu pour ordre de marcher en pointe et de s'enfoncer dans la forêt de Villers-Cotterêts. 

Le 9 septembre 1914 au soir, il se trouve à quelques kilomètres au sud-ouest de Soissons, à une quinzaine de Pierrefonds, non loin d'un village appelé Mortefontaine dans la ferme de Vaubéron.
L'escadron est encerclé et pourchassé par les troupes allemandes. À 22h, un paysan signale aux dragons français la présence d'une escadrille de huit avions allemands Aviatik stationnés pour la nuit à environ un kilomètre. Gironde ordonne l'assaut et, à 1h30, les 40 cavaliers chargent les avions allemands. 
Gaudin de Villaine est tué par un tir de mitrailleuse installée sur une automobile, tandis que Gironde est mortellement blessé par cette même mitrailleuse. Le chef d'escadrille allemand est également tué lors de l'assaut et Kérillis gravement blessé, mais les huit Aviatik sont détruits. Du côté français, il y a 27 survivants dont 8 blessés.
Ramassé par deux de ses cavaliers, le lieutenant de Gironde est transporté à l'ambulance allemande installée dans le château de Vivières (Aisne), propriété de l'écrivain Henry Bataille. Il y succombe deux heures plus tard le 10 septembre.
Escadron contre escadrille
Ce combat mineur est resté dans les mémoires pour sa symbolique : le baroud d'honneur de l'arme du passé, la cavalerie, contre l'aviation, fer de lance des armées modernes.